# Pink Flamingos
Pink Flamingos è un film del 1972 fotografato, montato, prodotto, scritto e diretto John Waters.
Nel 2021 è stato scelto per la conservazione nel National Film Registry della Biblioteca del Congresso degli Stati Uniti.

## Trama
Phoenix, Maryland. Divine è una nota criminale che vive in una roulotte insieme con il figlio Crackers, un feticista del sesso, la madre Edie, un'anziana obesa ossessionata dalle uova, e l'amica Cotton, una guardona. Connie Marble e il marito, il ladro esibizionista Raymond, sono una coppia di spacciatori e trafficanti di neonati ossessionati dallo status di "persone più disgustose del mondo". Per ottenere questo titolo devono strapparlo a Divine e alla sua famiglia. Grazie a una spia, i Marble scoprono dove abita Divine: come regalo di compleanno le fanno avere un pacchetto che contiene feci umane, insieme con un biglietto firmato "le persone più disgustose del mondo". Divine va su tutte le furie. I Marbles raggiungono la roulotte durante la bizzarra festa di compleanno della donna. In questo frangente Edie riceve la proposta di matrimonio dell'uomo che le vende le amatissime uova: i due si sposano e partono per il viaggio di nozze. Disgustati dai comportamenti oltraggiosi degli invitati (fra cui un uomo nudo che contrae lo sfintere al ritmo della canzone Surfin' Bird), i Marble chiamano la polizia. Ma gli agenti vengono aggrediti, uccisi e divorati dagli invitati. In seguito, Divine e Crackers si intrufolano nell'abitazione dei Marbles e leccano mobili e oggetti, gettando così una maledizione sulla casa. Approfittando dell'assenza della famiglia, i Marble bruciano la roulotte di Divine. Divine rientra a casa: sconvolta alla vista delle rovine fumanti, torna con Crackers e Connie dai Marble e li rapisce. Dopo un processo-farsa tenuto sotto gli occhi entusiasti di un gruppo di giornalisti, Divine dichiara colpevoli i Marble di "stupidità di primo grado". I due vengono incatramati e impiumati, e Divine li giustizia personalmente con un colpo di pistola. Divine, Crackers e Cotton si trasferiscono a Boise. Per provare ancora una volta il suo status di "persona più disgustosa del mondo", Divine mangia un escremento di cane appena sfornato.

## Produzione
Girato con un budget quasi inesistente di 10.000$ e inizialmente stroncato da critica e pubblico, nel corso degli anni divenne un vero e proprio film di culto, citato come manifesto del cinema trash.
Nella scena finale la protagonista mangia realmente gli escrementi appena depositati da un barboncino.

## Distribuzione
In Italia il film è stato distribuito solo nel 1983 dalla Giangi Film in versione originale con sottotitoli in italiano, ed è stato presentato alla Mostra del Cinema Indipendente USA 1979-1983 in città selezionate, all'interno di una personale rassegna dedicata al regista. Una copia in 35mm di questa edizione è conservata presso la Cineteca Nazionale. Tuttavia la pellicola non ha mai ricevuto un'ampia distribuzione nelle sale italiane, in quanto la commissione di censura ha espresso per due volte parere contrario alla concessione del nulla osta per la proiezione in pubblico, riscontrando nel film "offesa al buon costume".
Nel 1997 è uscita un'edizione speciale per festeggiare il 25º anniversario in cui, finito il film, entra in scena lo stesso John Waters a illustrare agli spettatori varie fasi delle riprese del film, nonché scene nuove ed esplicative riguardo alla comprensione della trama. In quest'occasione il film è stato presentato al Torino Film Festival.

## Sequel
Durante i primi anni ottanta, Waters tenta di produrre Flamingos Forever, ambientato quindici anni dopo Pink Flamingos; ma la morte di Edith Massey e l'impossibilità di trovare finanziatori fanno cadere il progetto.

## Remake
Nel 2015 John Waters ha realizzato una sorta di reboot di Pink Flamingos dal titolo Kiddie Flamingos, in cui un gruppo di bambini legge un copione tratto dalla sceneggiatura del film, ma purgata delle oscenità dell'originale.